# Rafał Modlibowski
Rafał Modlibowski (ur. 1740, zm. 1797) – jezuita, wykładowca filozofii i autor prac z tej dziedziny, ok. r. 1772 w Kolegium Jezuitów w Krośnie, poeta, Konfederat barski, a po likwidacji jezuitów; proboszcz, dziekan, kanonik w kościele św. Wawrzyńca w Słupcy od 1778 r.
Jego rodzicami byli; Hieronim Modlibowski (1720-1763) i Elżbieta Koszutska (zm. 1766)
Rafał Modlibowski był kanonikiem: na terenie Inflant i proboszczem w m.: Staw (1791 r).
Był też autorem m.in.; epitafium wierszem i prozą (w j. polskim i łacińskim), poświęconej zmarłej, w czasie Konfederacji Barskiej w 1772 r., marszałkowej koronnej Marii Amalii Mniszchowej (żonie Jerzego Mniszcha z Dukli).